# (17358) Лозино-Лозинский
(17358) Лозино-Лозинский (лат. Lozino-Lozinskij) — типичный астероид главного пояса, открыт 27 сентября 1978 года советским астрономом Людмилой Черных в Крымской астрофизической обсерватории и 1 мая 2003 года назван в честь разработчика советской авиационно-космической техники Глеба Лозино-Лозинского.

## Обнаружение и именование
(17358) Лозино-Лозинский
Открыт 27 сентября 1978 года в Крымской астрофизической обсерватории Л. И. Черных.
Глеб Евгеньевич Лозино-Лозинский (1909—2001) — выдающийся советский учёный в области авиационной и космической техники. Был директором и генеральным конструктором научно-производственного объединения “Молния” и руководил созданием советского космического аппарата “Буран” и других летательных аппаратов и космических систем.
Оригинальный текст (англ.)17358 Lozino-Lozinskij
Discovered 1978 Sept. 27 by L. I. Chernykh at the Crimean Astrophysical Observatory.
Gleb Evgenievich Lozino-Lozinskij (1909—2001) was an outstanding Soviet scientist in aviation and space engineering. He was director and general designer at the research and production association “Molniya” and led the creation of the Soviet space vehicle “Buran” and other aircraft and space systems.
Источники: 20030501/MPCPages.arc; M.P.C. 48395.

## Орбита

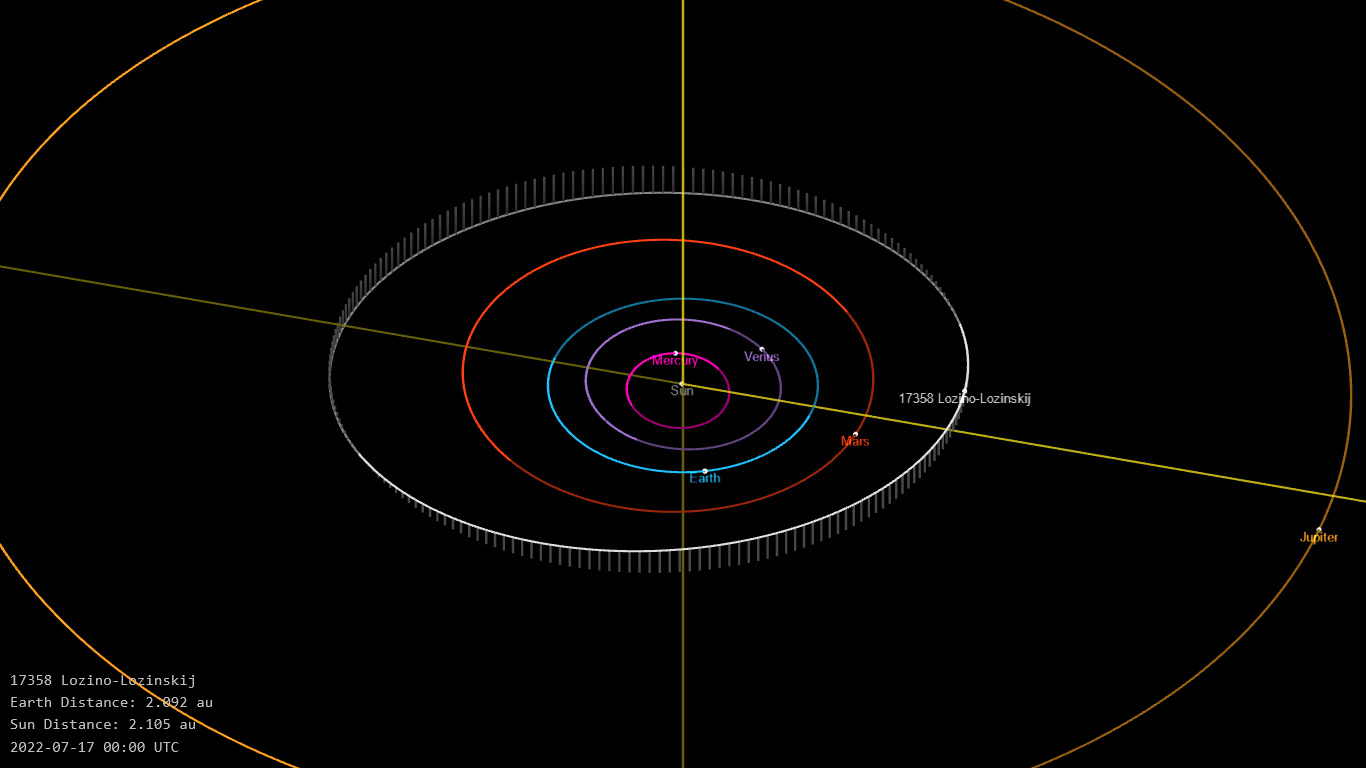
Орбита астероида Лозино-Лозинский и его положение в Солнечной системе

## Физические характеристики
Из наблюдений системы Asteroid Terrestrial-impact Last Alert System следует, что астероид относится к таксономическому классу S.
По результатам наблюдений в видимом и ближнем инфракрасном диапазоне космического телескопа NEOWISE диаметр астероида оценивался равным 3,949±0,225 км. Согласно тем же источникам альбедо оценивается как 0,3120±0,0518 и 0,312±0,052.